# Sabellida
Sabellida é uma subordem de animais marinhos pertencente a classe dos Polychaetas e ao Filo Annelida. Conhecidos como verme-espanador, são organismos sedentários - e, portanto, pertencente ao clado Sedentaria  , abrigados por tubos mucosos ou calcários. São de vida livre e, em sua maior parte, são anelídeos micrófagos , suspensívoros e detritívoros, além  de sua diversidade ser de cerca de 460 espécies. 
São caracterizados por uma coroa radiolar, bem como a separação do corpo em região torácica e abdominal  e em sua maioria são encontrados isoladamente ; porém, podem encontrar-se em colônias, como gêneros da família Sabellariidae e Serpulidae.

## Morfologia

### Morfologia Externa.
Em geral, são animais de pequeno porte, com número de segmentos corporais variavel e caracterizados por redução do prostômio, o qual é fundido com o peristômio, geralmente formando uma coroa tentacular, resultante da modificação dos palpos - radíolos , além de abrigar os principais orgãos cerebrais e do sentido (processo de cefalização).  Além disso, os parapódios apresentam-se comumente reduzidos ou substituídos por pregas simples com “uncini” - ramo dotado de pequenas cerdas dentadas quitinosas, de pequeno tamanho , com a função de ancorar o animal em tubos ou galerias. Essas, em relação aos outros poliquetas, seriam as neurocerdas, no tórax, ou notocerdas, no abdômen.
Estão incluídos no grupo de Polychaetas sedentários com alto grau de modificações corpóreas - o mesmo que inclui a ordem Terebellida.  -, tendo, como exemplo, a perda do órgão bucal em algumas espécies (quando esta se apresenta, encontra-se na região ventral do animal). Além disso, como pertence a esse grupo, apresentam uma flexível cutícula externa e epiderme colunar.

#### Tubo.
Os organismos que compõem a subordem Sabellida têm, como característica geral, a presença de um tubo. Este pode apresentar diversas conformações físicas e constituições, como muco e calcário. No geral, tubos mais simples, feitos de muco, são pouco duradouros; em oposição, tubos calcários necessitam de glândulas específicas para serem formados e apresentam maior resistência e durabilidade.

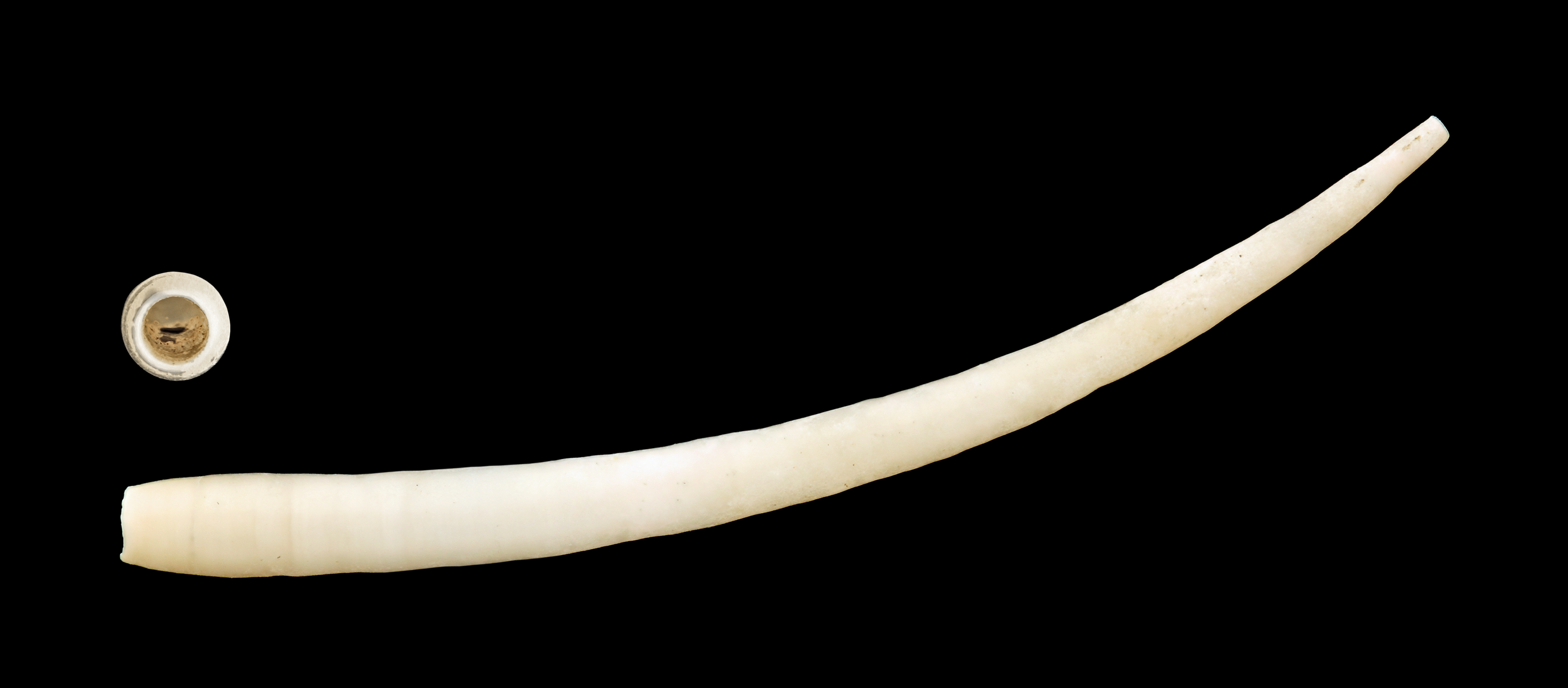
Tubo calcário de Ditrupa arietina, pertencente a família Serpulidae.

Como exemplo da diversidade, temos que a família Sabelariidae possuem orgãos que ajudam no manuseio de grãos de areia para a formação de tubos por sedimentos. Além disso, há um opérculo organizado por cerdas especializadas, as quais fecham a câmara do tubo em situações de perigo. Já em Sabellidae, os componentes do gênero Hypsicomus possuem tubos de parede espessa e translúcida, enquanto em Serpullidae, há a presença de glândulas para a produção de tubos mucosos. Por fim, animais da família Oweniidae geralmente possuem tubos livres, os quais são formados por grãos de areia, fragmentos de concha ou espículas de esponjas.

#### Uncini.
Os uncini são cerdas modificadas em estruturas quitinosas, em forma de pequenas placas dentadas, com a função de ancorar o animal no interior dos tubos e galerias. Essas estruturas são organizadas lado a lado em uma única linha e dispostos transversalmente, em relação ao eixo longo do corpo. As bordas dentadas dos uncini são direcionadas anteriormente, para a realização da fixação do animal em relação ao tubo, impedindo que sejam puxados para fora por seus predadores.

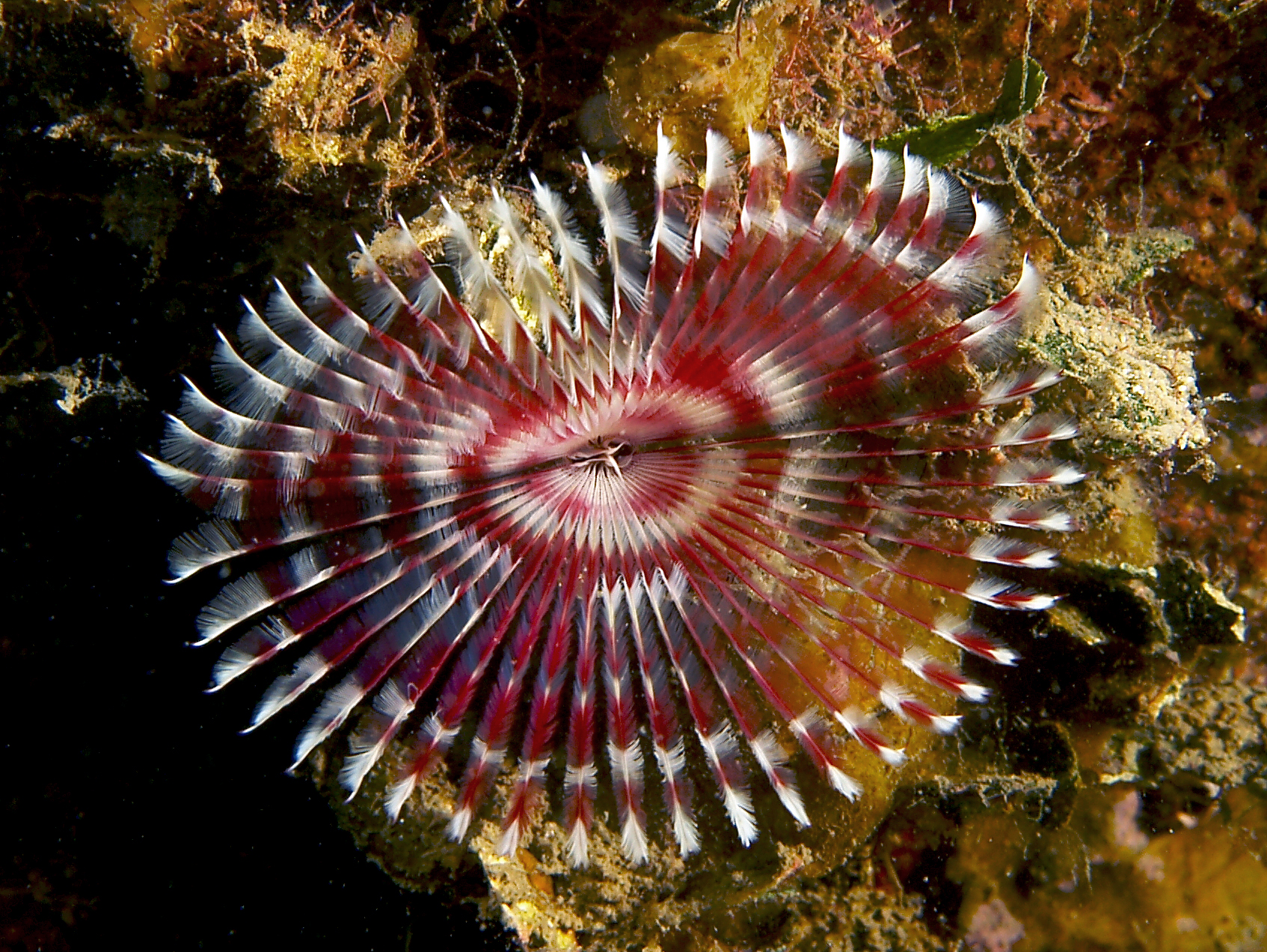
Coroa Radiolar de Anamobaea orstedii, pertencente a família Sabellidae.

#### Coroa Radiolar.
Do ponto de vista fisiológico, a coroa radiolar é a primeira forma de respiração nas famílias  Sabellidae e Serpulidae, além ser  importante do ponto de vista da alimentação por suspensão -  as partículas suspensas na água são retidas nas pínulas. No caso da família Sabellidae, as partículas retidas são encaminhadas para o canal ciliado, o qual possui um formato de funil que seleciona partículas de tamanho suficiente para não serem rejeitadas. As de menor tamanho são encaminhadas para a boca, enquanto as medianas são armazenadas no saco ventral - que também abriga o muco; com o movimento do animal, o muco e as partículas são liberadas em forma de cordões, possibilitando o crescimento do tubo mucoso. 
Também é a principal região de contato com o meio, visto que agrupa a maior parte dos fotorreceptores do animal, sendo estes variáveis entre simples ocelos a olhos compostos, os quais são essenciais, mesmo que não formem imagem, para a proteção do animal - o qual enconde-se dentro do tubo. 

### Morfologia interna
Possuem um par de nefrídeos excretores anteriores com um único poro, sendo o caráter taxonômico que o colocava como grupo irmão de “Pogonophora” , além de inúmeros dutos posteriores que possuem a função de gonodutos. Como sistema digestório, apresentam um simples tubo, suportado pelo mesentério dorsal e parte dos septos entre os segmentos.
Além disso, como dito anteriormente, as trocas gasosas ocorrem pelos radíolos.

## Reprodução
Em primeiro lugar, os sablidos podem apresentarem-se de duas formas: serem dióicos, possuindo sexos separados, ou hermafroditas - característica que refere-se a indivíduos que podem gerar espermatozoides e óvulos de forma viável e simultaneamente -, tendo como exemplo desta última as famílias Sabellidae e Serpulidae. Além disso, a reprodução pode ser sexuada ou assexuada.
No caso de reprodução sexuada, esta é depende da água, visto que o esperma é liberado e nada até a fêmea - a qual o detecta e o armazena nas espermatecas. Já no caso de ser assexuada, como em Serpulidae e Sabellidae, ocorre o fênomeno da paratomia, a qual é caracterizada pela subdivisão do corpo, formando um indivíduo completo e reconhecível, e regeneração das partes perdidas.
Por fim, seu desenvolvimento é larval e é resultante de uma larva trocófora. 

## Diversidade
A subordem Sabellida apresenta como maior parte das formas de vida seres bentônicos, cujo habitat é limitado pela linha de maré alta.
Em casos como os de Sabellariidae do gênero Phragmatopoma, há uma ocupação abundante dos níveis de maré média, organizando-se em colônias que abrigam uma grande diversidade de animais - sendo a principal família e gênero formador dos recifes de areia no Brasil. Neste nível, também é comum colônias da família Sabellidae, cuja formação se assemelha a franjas sob pedras submersas, e que também se encontram em abundância em locais de águas calmas e que estejam ricos em partículas orgânicas.
Já os Branchiommas (família Sabellidae) e Hydroides (Família Serpulidae) possuem hábito de vida incrustante, localizados, por exemplo, sob madeiras de casco de navios ou pilares de pontes.

## Taxonomia e Filogenia
A classificação aqui adotada segue um estudo filogenético com base em caracteres morfológicos do fim do século XX, realizado por Rouse & Fauchald, 1997.Segundo ele, Sabellida é uma subordem de Polychaeta.
A Canalipalpata - a qual não é fortemente suportada - é a que agrupa animais com “palpos estriados” (“grooved palps”), agregando, portanto, as subordens Sabellida, Terebellida e Spionida.
Por fim, Sabellida é uma subordem a qual possui cinco famílias principais, de acordo com a filogenia mais aceita e descrita por Rouse e Fauchald em 1997. 
|  | Sabellariidae                                             |
|  |                                                           |
|  | \| \| Sabellidae \| \| \| \| \| \| Serpulidae \| \| \| \| |
|  |                                                           |
|  | Sabellidae                                                |
|  |                                                           |
|  | Serpulidae                                                |
|  |                                                           |

|  | Sabellidae |
|  |            |
|  | Serpulidae |
|  |            |

|  | Sabellariidae                                             |
|  |                                                           |
|  | \| \| Sabellidae \| \| \| \| \| \| Serpulidae \| \| \| \| |
|  |                                                           |
|  | Sabellidae                                                |
|  |                                                           |
|  | Serpulidae                                                |
|  |                                                           |

|  | Sabellidae |
|  |            |
|  | Serpulidae |
|  |            |

|  | Sabellariidae                                             |
|  |                                                           |
|  | \| \| Sabellidae \| \| \| \| \| \| Serpulidae \| \| \| \| |
|  |                                                           |
|  | Sabellidae                                                |
|  |                                                           |
|  | Serpulidae                                                |
|  |                                                           |

|  | Sabellidae |
|  |            |
|  | Serpulidae |
|  |            |

|  | Sabellariidae                                             |
|  |                                                           |
|  | \| \| Sabellidae \| \| \| \| \| \| Serpulidae \| \| \| \| |
|  |                                                           |
|  | Sabellidae                                                |
|  |                                                           |
|  | Serpulidae                                                |
|  |                                                           |

|  | Sabellidae |
|  |            |
|  | Serpulidae |
|  |            |

|  | Sabellariidae                                             |
|  |                                                           |
|  | \| \| Sabellidae \| \| \| \| \| \| Serpulidae \| \| \| \| |
|  |                                                           |
|  | Sabellidae                                                |
|  |                                                           |
|  | Serpulidae                                                |
|  |                                                           |

|  | Sabellidae |
|  |            |
|  | Serpulidae |
|  |            |

|  | Sabellariidae                                             |
|  |                                                           |
|  | \| \| Sabellidae \| \| \| \| \| \| Serpulidae \| \| \| \| |
|  |                                                           |
|  | Sabellidae                                                |
|  |                                                           |
|  | Serpulidae                                                |
|  |                                                           |

|  | Sabellidae |
|  |            |
|  | Serpulidae |
|  |            |

|  | Sabellariidae                                             |
|  |                                                           |
|  | \| \| Sabellidae \| \| \| \| \| \| Serpulidae \| \| \| \| |
|  |                                                           |
|  | Sabellidae                                                |
|  |                                                           |
|  | Serpulidae                                                |
|  |                                                           |

|  | Sabellidae |
|  |            |
|  | Serpulidae |
|  |            |

|  | Sabellariidae                                             |
|  |                                                           |
|  | \| \| Sabellidae \| \| \| \| \| \| Serpulidae \| \| \| \| |
|  |                                                           |
|  | Sabellidae                                                |
|  |                                                           |
|  | Serpulidae                                                |
|  |                                                           |

|  | Sabellidae |
|  |            |
|  | Serpulidae |
|  |            |